# Lagoin
Le Lagoin est une rivière des Pyrénées-Atlantiques, en France, et un affluent de la rive droite du gave de Pau, en amont de l'agglomération paloise, entre la Mouscle et l'Ousse.

## Étymologie
Probablement dérivé de lacum (latin : lac, petite étendue d'eau, abreuvoir) : le Lagoin était, jusqu'au milieu du XIXe siècle, une rivière aux eaux stagnantes en périodes d'étiage.

## Géographie
Le Lagoin naît dans le territoire de la commune de Saint-Vincent, à 410 m d'altitude, au sud du village. D'abord encaissé et rapide dans un vallon entre les bois de Coarraze (forêt  de Carrasquet et  bois de Sargaillouse), il  débouche à Coarraze dans la « plaine de Nay », la Batbielle ou Vath Vielha, la large plaine alluviale du Gave entre Lestelle-Bétharram et Meillon, en amont de Pau. Son cours suit alors la bordure nord de cette plaine, au pied des coteaux. Il rejoint le gave de Pau à Aressy.
Le Lagoin a un régime essentiellement pluvial : crues liées aux fortes pluies, manque d'eau en période de sécheresse. Les aménagements liés au « canal du Lagoin » ont tempéré, dès le XIXe siècle, ces irrégularités. Entre Coarraze et Aressy, le lit du Lagoin a été « rectifié » dans les années 1980, pour en supprimer les méandres et faciliter l’écoulement de l’eau.

### Communes traversées
Issu de Saint-Vincent, il traverse ensuite le territoire de Coarraze.

Le Lagoin coule ensuite en bordure de cinq villages qui se sont installés sur sa rive gauche : Bénéjacq, Bordères, Lagos, Beuste et Angaïs. Il traverse aussi les territoires de Boeil-Bezing, Bordes, Assat, Meillon et Aressy - établis le long du gave.

### Principaux affluents
Le Lagoin reçoit quelques petits affluents sur sa rive droite :
- (D) le Badé à Coarraze, 5,8 km
- (D) l'Aguabelle à Bordères, 5,4 km
- (D) la Gabale, 5,2 km, du bois de Bordères
- (D) la Houndousase à Boeil-Bezing.
- (D) l'Arrebigne à Assat.

## Les moulins du Lagoin
Bien que modeste rivière au débit irrégulier, le Lagoin a permis l'installation de nombreux moulins. À la fin du XVIIIe siècle, la carte de Cassini  en indique huit à Bénéjacq, Bordères, Lagos, Beuste (deux moulins), Angaïs (deux moulins), Assat. Deux petits moulins se trouvaient aussi sur le territoire de Saint-Vincent, en amont des bois de Coarraze.
La  « réalimentation » du Lagoin, lors de la création du canal du Lagoin, à partir du milieu du XIXe siècle a permis de nouvelles installations à Bordères, Assat. Certains moulins ont alors adjoint une scie ou une batteuse à leurs installations (Angaïs). Dans les années 1920-1930, quelques moulins ont aussi installé des dynamos pour produire de l'électricité (Assat).

## Le canal du Lagoin
Le « canal du Lagoin » est un ouvrage d'irrigation, réalisé entre 1859 et 1869 qui permet l'irrigation de la « plaine du Lagoin ».